# 李兆炳
李兆炳（1909年—1992年），福建漳州人，中国人民解放军将领、中国人民解放军开国少将。
曾任中国人民解放军总政治部文化部副部长。1955年，授予中国人民解放军少将。